# Catuna
Genre
Synonymes
- Evena Westwood, [1850]
- Euomma C. & R. Felder, [1867], nom. praeocc.
- Jaera Hübner, [1819], nom. praeocc.

Catuna est un genre de lépidoptères (papillons) afrotropicaux de la famille des Nymphalidae et de la sous-famille des Limenitidinae.

## Taxonomie
Ce genre a été décrit en 1819 par l'entomologiste allemand Jakob Hübner sous le nom de Jaera. Ce nom étant préoccupé par Jaera Leach, 1815, les entomologistes autrichiens C. et R. Felder ont introduit en 1867 un nomen novum : Euomma. Ce nom étant lui-même préoccupé par Euomma Boheman, 1858, l'entomologiste anglais William Kirby a à son tour créé un nom de remplacement en 1871 : Catuna,. Certains auteurs considèrent cependant que le nom valide est Evena Westwood, [1850]. 
Le nom Catuna Kirby, 1871 a lui-même un homonyme junior : Catuna Mello-Leitão, 1940, un nom de genre d'araignées, désormais remplacé par Eminella Özdikmen, 2007.

## Liste des espèces
Ce genre comporte cinq espèces décrites :
- Catuna angustatum (C. & R. Felder, [1867])
- Catuna crithea (Drury, [1773])
- Catuna niji Fox, 1965
- Catuna oberthueri Karsch, 1894
- Catuna sikorana Rogenhofer, 1889

### Publication originale
- Kirby, W. F. (William Forsell), 1844-1912, A synonymic catalogue of diurnal Lepidoptera (œuvre littéraire), Inconnu, Londres, 1871, [lire en ligne].